# Pseudobarbella validiramosa
Pseudobarbella validiramosa là một loài Rêu trong họ Meteoriaceae. Loài này được P.C. Wu & J.X. Luo mô tả khoa học đầu tiên năm 1983.